# Hualgayoc (província)
Hualgayoc é uma província do Peru localizada na região de Cajamarca. Sua capital é a cidade de Bambamarca.

## Distritos da província
- Bambamarca
- Chugur
- Hualgayoc